# Endine Gaiano
Endine Gaiano là một đô thị ở tỉnh Bergamo trong vùng Lombardia của nước Ý, có vị trí cách khoảng 70 km về phía đông bắc của Milano và khoảng 25 km về phía đông bắc của Bergamo. Tại thời điểm ngày 31 tháng 12 năm 2004, đô thị này có dân số 3.257 người và diện tích là 20,9 km².
Endine Gaiano giáp các đô thị: Fonteno, Gandino, Monasterolo del Castello, Ranzanico, Solto Collina, Sovere.